# 毛里塔尼亞國家足球隊
毛里塔尼亞足球代表隊是毛里塔尼亞的國家足球代表隊，由毛里塔尼亞足球協會管理，現時屬於國際足協及非洲足協成員國之一；毛里塔尼亞同時也是西非足球聯會成員之一。

## 歷史
毛里塔尼亞至今仍未參加過任何國際大賽的決賽週，無論在世界盃及非洲國家盃外圍賽階段從未取得過出線資格。
可是，在2018年11月進行的2019年非洲國家杯預選賽第5輪資格賽賽事結束後，毛里塔尼亞於主場以2-1逆轉擊敗博茨瓦納，加上布吉納法索作客以1-2不敵安哥拉，毛里塔尼亞也確定提早出線，並以外圍賽小組次名取得會內賽資格，歷史性首次晉身在埃及舉行的2019年非洲國家盃決賽週；小組賽首場雖以1-4敗給馬利，但接下來2場小組賽都以0-0的比數，分別逼平突尼西亞及安哥拉，儘管仍以小組墊底作收，但2和1負的成績對首次晉級的毛里塔尼亞已是不錯的表現。

## 世界盃成績
- 1930年 至 1958年 - 屬於法國的一部分
- 1962年 至 1974年 - 沒有參賽
- 1978年 - 外圍賽出局
- 1982年 至 1994年 - 沒有參賽
- 1998年 至 2010年 - 外圍賽出局
- 2014年 - 沒有參賽
- 2018年 至 2022年 - 外圍賽出局

## 非洲國家盃成績
- 1957年 至 1959年 - 屬於法國的一部分
- 1962年 至 1974年 - 不屬於非洲足球協會的一部分
- 1976年 至 1978年 - 沒有參賽
- 1980年 至 1982年 - 外圍賽出局
- 1984年 - 沒有參賽
- 1986年 - 外圍賽出局
- 1988年 - 沒有參賽
- 1990年 - 退出
- 1992年 - 外圍賽出局
- 1994年 - 退出
- 1996年 至 1998年 - 外圍賽出局
- 2000年 - 退出
- 2002年 至 2010年 - 外圍賽出局
- 2012年 - 退出
- 2013年 - 沒有參賽
- 2015年 至 2017年 - 外圍賽出局
- 2019年 - 小組賽
- 2021年 - 小組賽
- 2023年 - 小組賽